# Tatsuo Shimabuku
 (novembre 2023).
Si vous disposez d'ouvrages ou d'articles de référence ou si vous connaissez des sites web de qualité traitant du thème abordé ici, merci de compléter l'article en donnant les références utiles à sa vérifiabilité et en les liant à la section « Notes et références ».
Pour les articles homonymes, voir Tatsuo.
Tatsuo Shimabuku (島袋 龍夫; 19 septembre 1908 – 30 mai 1975, ou Tatsuo Shimabukuro, est le fondateur de l'école Isshin-ryū (école de la voie du cœur) de karaté. Son prénom de naissance était Shinkichi.
Le surnom de Tatsuo lui fut donné plus tard, après la création de son école, il signifie: « l'homme-dragon ».

## Biographie
Tatsuo Shimabuku né dans le village de Kyan à Okinawa, était l'ainé de 10 enfants d'une famille de fermiers. À l'âge de 12 ans, mu par un fort désir d'apprendre les Arts martiaux, il alla chez son oncle dans le village voisin, qui lui enseigna les rudiments du Karaté, tel qu'il les avait appris en Chine.
Excellent athlète, vainqueur de plusieurs compétitions de lancer de javelot et de saut en hauteur, il entra à devint disciple de Chotoku Kyan en 1932.
Il devint rapidement l'un des meilleurs. À partir de 1936, et ce durant deux ans, il étudia le Goju-ryu sous la direction de Chojun Miyagi. Bien qu'il considéra toujours Chotoku Kyan comme son premier et principal « maître », et qu'il le respecta comme tel jusqu'à la fin de sa vie. Ensuite, il s'entraîna avec Chōki Motobu pendant un an environ.
Il ouvre son premier dōjō en 1946 dans le village de Konbu. Au début des années 1950, il commence à mélanger en un style unique, ce qu'il trouve de meilleur (selon sa propre conviction) dans le Shorin-ryu et dans le Goju-ryu, à l'instar de son frère cadet Eizo.
Un matin de 1955, il se réveille après avoir fait un rêve : la déesse Kannon (déesse bouddhiste de la miséricorde et de la compassion) chevauchait un dragon. Ce rêve lui donne l'idée du nom à attribuer à son école. le 15 janvier 1956, son école prend officiellement le nom de: Isshin-ryū (école de la voie du cœur), dont l'emblème se compose de trois étoiles, symbolisant chacune, respectivement, le Shorin-ryu, le Gōjū-ryū et les Kobudo, mais aussi, le « Mental », le « Physique », et le « Spirituel ».
Ses premiers disciples étrangers furent des « Marines » américains stationnés à Okinawa. Ils introduisirent cette école aux États-Unis à leur retour au pays, et le développèrent. Tatsuo Shimabuku fit deux voyages aux États-Unis pour soutenir ses disciples, en 1964 et en 1966.
En 1972, il prend sa retraite après avoir désigné son fils Kichiro pour successeur. Il meurt en 1975.